# Tebing Tinggi Lama
Tebing Tinggi Lama is een bestuurslaag in het regentschap Tebing Tinggi van de provincie Noord-Sumatra, Indonesië. Tebing Tinggi Lama telt 2441 inwoners (volkstelling 2010).